# Sint-Denijskerk (Noordpene)
De Sint-Denijskerk (Frans: Église Saint-Denis) is de parochiekerk van de gemeente Noordpene in het Franse Noorderdepartement.
Deze kerk heeft een 14e-eeuwse gotische toren met opengewerkte stenen spits die is ingebouwd in het neogotisch basilicaal kerkgebouw, dat gebouwd is van 1890-1928 en uitgevoerd werd in rode baksteen.

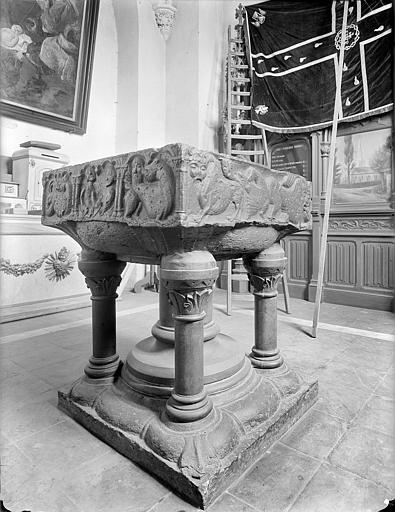
Doornikse doopvont in de kerk van Noordpene

De kerk bezit een romaans Doorniks doopvont van de 12e eeuw, uitgevoerd in Blauwe hardsteen van Écaussinnes. ook is er een 16e-eeuwse grafsteen. Uit de 17e eeuw is een schilderij van Mathieu Elias dat de Hemelvaart van Christus verbeeldt. De kerk heeft 16e-eeuwse klokken en een calvarieberg van 1808.
De toren en de spits ervan werden in 1932 beschermd en geklasseerd als monument historique.